# مارکوویتسا
مارکوویتسا (به صربی: Markovica) یک روستا در صربستان است که در لوچانی واقع شده‌است.
 مارکوویتسا ۳٫۳۱ کیلومتر مربع مساحت و ۱۵۷ نفر جمعیت دارد و ۴۶۰ متر بالاتر از سطح دریا واقع شده‌است.